# تشارلز باين (صحفي)
تشارلز باين (بالإنجليزية: Charles Payne)‏ هو صحفي أمريكي، ولد في 15 نوفمبر 1960.